# Ильинская улица (Киев)
Ильи́нская у́лица — старинная улица в Киеве, расположенная на Подоле. Простирается от Контрактовой площади до Почайнинской улицы.
Одна из древнейших улиц города. Название происходит от Ильинской церкви, находящейся в конце улицы (построена в 1692 году).
Сохранилось много домов XIX века.
В здании № 5/8 в своё время проживала семья профессора Киевской духовной Академии А. И. Булгакова (это здание когда-то использовалось для преподавателей учебного заведения).

## Памятники архитектуры

### Жилой дом по ул. Ильинской, 16/6
Жилой дом по ул. Ильинской, 16/6 — памятник архитектуры середины XIX века. Формирует угол Ильинской и Волошской улиц. Это двухэтажное кирпичное здание; имеет пристройки со стороны дворовых фасадов. Композиция и детали фасада выполнены в стиле классицизма. В архитектурном оформлении использованы наличники окон, прямые сандрики, карнизы, рустованные пилястры.

### Жилой дом по ул. Ильинской, 20
Жилой дом по ул. Ильинской, 20 — памятник архитектуры середины XIX века. Расположен в ряду застройки квартала, впритык к соседнему зданию № 22 и рядом с ансамблем Ильинской церкви. Является редкостным образцом малоэтажного жилья галерейного типа середины XIX века, которое распространено в застройке Подола. Архитектура выполнена в стиле классицизма, планировка характерна для 50—60-х годов XIX века.
Здание двухэтажное, кирпичное, штукатуренное; в плане прямоугольное, с двумя небольшими однокамерными пристройками по краям внутреннего двора. Широкий центральный проезд делит здание на две части. Крыша покрыта железом, перекрытия — плоские деревянные. На второй этаж ведут ведут внешние одномаршевые деревянные лестницы, соединённые с деревянной галереей вдоль дворового фасада. Внутренняя планировка — анфиладно-коридорного характера.
Главный фасад выполнен по классицистической симметричной схеме с использованием архитектурного декора периода позднего классицизма. Его плоскость делится на два яруса, каждый из ярусов разделён пилястрами упрощённого тосканского ордера на семь равных по ширине прясел. Центральное прясло содержит проезд с лучковой перемычкой, сверху — спаренные прорези, повёрнутые к балкону. Прямоугольные окна и двери нижнего яруса оформлены лучковыми сандриками, арочные прорези второго этажа — прямыми карнизными сандриками.

### Жилой дом по ул. Ильинской, 22
Жилой дом по ул. Ильинской, 22 — памятник архитектуры в стиле неоренессанса, возведён в 1880 году. Среди типовой малоэтажной застройки Подола 2-й половины XIX века выделяется мастерством исполнения из тёсанного кирпича ренессансного архитектурного декора. Расположен в ряду застройки квартала. Принадлежал купцу Ф. Селюку.
Здание полутораэтажное, кирпичное; в плане Г-образное; стены нештукатуренные, позднее побеленные. Цокольный этаж перекрыт небольшими кирпичными сводами на металлических прогонах, перекрытия верхнего этажа — плоские на деревянных балках. Крыша покрыта гофрированным шифером. Система внутренней планировки — анфиладно-коридорная.
Главный фасад — симметричный, отделанный пышным кирпичным архитектурным декором. Плоскости стен покрашены в два цвета: на голубом фоне рельефные детали подчёркнуты белым цветом (сандрики, наличники, пилястры, карнизы). Окна цокольного этажа имеют лучковые перемычки, на первом — прямоугольной формы. На северо-западном фланге фасада ранее был главный вход, оформленный порталом, завершённым треугольным сандриком с сухариками — теперь этот вход заложен. Широкий профилированный карниз отделяет цокольный этаж от первого. Окна первого этажа с прямыми профилированными сандриками декорированы так же, как и портал, — пилястрами на консолях с перехватами. Венечный карниз имеет развитую фризовую часть, украшенную триглифамии.

## Важные учреждения
- 22/13-Д — Консульский отдел Посольства Испании на Украине.

## Транспорт
- Автобус 115